# Hypersonic
Hypersonic è un singolo del supergruppo statunitense Liquid Tension Experiment, pubblicato il 24 marzo 2021 come terzo estratto dal terzo album in studio Liquid Tension Experiment 3.

## Descrizione
Si tratta della traccia d'apertura dell'album e si caratterizza per i continui tempi dispari e per le sonorità più pesanti rispetto ai precedenti estratti del disco, come sottolineato dal chitarrista John Petrucci:

## Video musicale
Il video, pubblicato in concomitanza con il lancio del singolo, è stato diretto da Christian Ross e ritrae scene del gruppo intento ad eseguire il brano unite a varie animazioni che richiamano la copertina di Liquid Tension Experiment 3.

## Tracce
1. Hypersonic – 8:22

## Formazione
- Tony Levin – basso, Chapman Stick
- John Petrucci – chitarra
- Mike Portnoy – batteria
- Jordan Rudess – tastiera